# رالف لوی
رالف لوی (انگلیسی: Ralph Levy; ۱۸ دسامبر ۱۹۲۰ – ۱۵ اکتبر ۲۰۰۱) کارگردان فیلم و کارگردان تلویزیونی اهل ایالات متحده آمریکا بود.

## فیلم‌شناسی
- عاشقتم لوسی
- هاوایی فایو-او
- مزاحم نشو
- داستان وقت خواب